# TV-året 1954

## Händelser

### Januari
- 3 januari – Italien börjar sända TV då kanalen Programma Nazionale (numera Rai 1) startar.

### April
- April – Amerikanska RCA introducerar sin första kommersiellt tillgängliga färg-TV i USA.[1]

### Maj
- 17–23 maj – Filmbolaget Sandrews genomför en veckas försökssändningar av TV i Stockholmsområdet. Under två timmar varje eftermiddag (från omkring klockan fyra till klockan sex) sänds diverse olika program, däribland de första nyhetsinslagen och väderrapporterna (med meteorologerna Lars Oredsson och Sven-Göran Olhede[2]) i svensk TV. Sändningarna finansieras bland annat med reklam, vilket blir första och enda gången på över 30 år, som det visas reklam-TV i Sverige.

### Oktober
- 29 oktober - Radiotjänst börjar regelbundna försökssändningar med television i Sverige[3]. På tablån finns "Vädret inför veckoslutet" och "Utkik: Veckans journal" [4]. Det första programmet är En skål för televisionen med Lennart Hyland som konferencier.

### December
- 5 december – En ishockeymatch mellan Svenska landslaget och det engelska Nottingham Panthers blir det första sportevenemanget som sänds i svensk TV.[3]

## TV-program
- 29 oktober – Svensk TV inleder officiellt sina försökssändningar med Staffan Tjernelds program En skål för televisionen.
- 25 december – En specialgjord julotta sänds från Seglora kyrka med predikan av biskop Helge Ljungberg. Eftersom det krävs så mycket utrustning i kyrkan sänds julottan klockan fem på morgonen, med specialinbjudna gäster, som noga har instruerats att inte titta på kamerorna eller den andra utrustningen, och specialgjorda stearinljus med blåsprit (vanliga ljus ger ett ljus som "fastnar" i kamerabilden). Efter denna sändning måste Radiotjänsts medarbetare skynda sig att tömma kyrkan på TV-utrustning, inför den riktiga julottan, som ska börja klockan sex.
- 31 december – Lennart Hylands radioprogram Karusellen sänds i den svenska televisionens försökssändningar för första gången.

## Födda
- 1 januari – Richard Gibson, brittisk skådespelare
- 29 januari – Oprah Winfrey, amerikansk TV-programledare och skådespelare
- 17 juli – J. Michael Straczynski, amerikansk författare och TV-producent
- 23 juli – Annie Sprinkle, amerikansk porrskådespelare, strippa, programledare, konstnär och författare
- 23 oktober – Mats Lindblom, svensk skådespelare

### Fotnoter
1. ↑  CED in the History of Media Technology (läst 8 april 2011)
2. ↑  John Pohlmans blogg 21 november 2010 - TV-väder historik del 9 Arkiverad 15 december 2010 hämtat från the Wayback Machine.
3. 1 2  Hundra år i Sverige - 1954, Hans Dahlberg, Albert Bonniers, 1999
4. ↑  Sverige 1900-talet – 1954, NE, Bra Böcker, 2000